# 「a knot」LIMITED -2012.10.10 SHIBUYA-AX-
『「a knot」LIMITED -2012.10.10 SHIBUYA-AX-』（ノット リミテッド 2012 10 10 シブヤ-アックス）は日本のバンドDIR EN GREYのライブ・ドキュメンタリーDVD。2013年4月12日に発売・発送された。発売元はFIREWALL.DIV。

## 概要
2012年2月8日、DIR EN GREYはボーカル京の「声帯結節」及び「音声障碍（しょうがい）」のため、活動休止を発表した。以降、ツアードキュメント映像集「TOUR2011 AGE QUOD AGIS」を発売するなどリリース活動は行っていたものの、北米ライブツアーのキャンセル等、表立った活動をしばらく停止していた。
10月10日、約9ヶ月ぶりにSHIBUYA-AXにてライブ公演が行われた。オフィシャルFCである「a knot」会員のみを対象に行なわれ、従来の会員限定公演の際の平均を大幅に上回る申し込みがあり、会場の外にはチケットを入手できないながらも、駆けつけたファンがいる程であった。
この公演は「TOUR2012 IN SITU」と銘打たれたライブツアーの幕開けを飾るものであり、以降、このライブを皮切りに、12月25日の東京国際フォーラム公演まで、全15公演が行われた。
DVD2枚組特殊仕様リリース。DISC1には、同タイトルの公演がノーカットで収録され、DISC2には、リハーサル風景、当日のメンバーの様子、ファンの声、舞台裏、各メンバーからのメッセージが収録されたドキュメンタリー映像となっている。

## 収録曲

### DISC 1
1. 狂骨の鳴り
2. THE BLOSSOMING BEELZEBUB
3. 流転の塔
4. OBSCURE
5. 滴る朦朧
6. 蜜と唾
7. DIABOLOS
8. INWARD SCREAM
9. 「欲巣にDREAMBOX」あるいは成熟の理念と冷たい雨
10. DIFFERENT SENSE
11. 獣慾
12. INWARD SCREAM
13. audience KILLER LOOP
14. BUGABOO
15. HYDRA -666-
16. GRIEF
17. 冷血なりせば
18. VANITAS
19. 秒「」深
20. 羅刹国
21. 激しさと、この胸の中で絡み付いた灼熱の闇

### DISC 2
BONUS FOOTAGE